# 嘘 (シドの曲)
「嘘」（うそ）は、シドのメジャー3作目のシングル。2009年4月29日にキューンレコードより発売された。

## 概要
前作から3か月ぶりのリリース。初回盤にはAとBタイプがあり、それぞれに収録内容の異なるライブ映像DVDが同梱されている。
着うたでは、2009年4月1日より先行配信を行っている。
この曲で初めてミュージックステーションに出演した。日本レコード協会2009年5月度ゴールド認定作品。
曲のコンセプトは「セツナ美しい」。

## 収録内容

### 初回生産限定盤・通常盤
| 全作詞: マオ。 |                                                     |           |           |               |                                                   |      |
| #              | タイトル                                            | 作詞      | 作曲      | 編曲          |                                                   | 時間 |
| 1.             | 「嘘」                                              | マオ      | ゆうや    | シド          | ストリングス: 金原千恵子 マニピュレーター: 小池敦 | 3:25 |
| 2.             | 「日傘」                                            | マオ      | Shinji    | シド & Sakura |                                                   | 5:08 |
| 3.             | 「誘感コレクション」(Live at 日本武道館 2008.11.2.) | マオ      | 御恵明希  | シド & Sakura |                                                   | 3:34 |
| 合計時間:      | 合計時間:                                           | 合計時間: | 合計時間: | 合計時間:     | 12:07                                             |      |

### 鋼の錬金術師 FULLMETAL ALCHEMIST盤
| #         | タイトル                                             | 作詞 | 作曲・編曲 | 時間 |
| --------- | ---------------------------------------------------- | ---- | ---------- | ---- |
| 1.        | 「嘘」                                               |      |            | 3:25 |
| 2.        | 「嘘 -「鋼の錬金術師 FULLMETAL ALCHEMIST」ED Ver.-」 |      |            | 1:33 |
| 3.        | 「嘘 -Instrumental-」                                |      |            | 3:24 |
| 合計時間: | 合計時間:                                            | 8:22 |            |      |

## 楽曲解説
1. 嘘
  - MBS・TBS系テレビアニメ『鋼の錬金術師 FULLMETAL ALCHEMIST』エンディングテーマ

シングル表題曲で初めて、ドラムのゆうやが作曲を担当している。
恋愛について書かれた歌詞だが、最終的に「兄弟愛に歌詞も置き換えられる歌詞（マオ談）」となっている[要出典]。
間奏ではShinjiがガットギターでソロを弾いている。
2. 日傘
マオ曰く「カップリングだけど人気がある曲」。

## カバー
嘘
- Fantôme Iris - 2021年1月14日にアプリゲーム『アルゴナビス from BanG Dream! AAside』に収録。2021年11月17日発売の『ARGONAVIS Cover Collection -Mix-』でCD初収録。
- 朴璐美 - トリビュートアルバム『SID Tribute Album -Anime Songs-』（2023年12月6日発売）に収録。

## 収録アルバム
嘘
- hikari
- SID 10th Anniversary BEST
- SID ALL SINGLES BEST
- SID Anime Best 2008-2017)

日傘
- Side B complete collection〜e.B 2〜